# بی‌دمیرلی
بی‌دمیرلی (به لاتین: Bəydəmirli) یک منطقه مسکونی در جمهوری آذربایجان است که در شهرستان گدابیگ واقع شده است. بی‌دمیرلی ۱۰۵ نفر جمعیت دارد.